# NGC 7049
NGC 7049 (również PGC 66549) – galaktyka soczewkowata (S0), znajdująca się w gwiazdozbiorze Indianina w odległości około 98 milionów lat świetlnych. Została odkryta 4 sierpnia 1826 roku przez Jamesa Dunlopa. Jest to najjaśniejsza galaktyka w obrębie powiązanej ze sobą gromady galaktyk, co oznacza, że jest prawdopodobnie najstarsza i najmasywniejsza w swojej gromadzie.
Galaktyka NGC 7049 ma formę przejściową pomiędzy galaktykami spiralnymi i eliptycznymi. Zawiera ona gromady kuliste widoczne jako świetliste punkciki porozrzucane w galaktycznym halo. Halo to rozświetla pierścień pasów pyłowych otaczających jej jądro. NGC 7049 zawiera znacznie mniej gromad kulistych od podobnych galaktyk znajdujących się w bogatych gromadach galaktyk.